# Live & Life 1966–2008
Live & Life 1966–2008 je videozáznam koncertu české rockové skupiny Blue Effect. Na DVD byl vydán v roce 2008 ve vydavatelství Supraphon s katalogovým číslem SU 7088. Společně s DVD vyšel i zkrácený audiozáznam vystoupení pod názvem Live.
Live & Life 1966–2008 obsahuje dvě DVD. Na prvním z nich je zaznamenán koncert, který skupina se svými hosty odehrála v březnu 2007 v pražském Lucerna Music Baru. Část vystoupení byla věnována skupině The Matadors, kde Radim Hladík působil před Blue Effectem. Na druhém DVD se nachází dobové nahrávky ze soukromých a televizních archivů z let 1966 až 2007 včetně tří bonusů.

## Seznam skladeb
Disk 1
1. „Zapomenuté světlo“ (Hladík,Dvořák)
2. „Je třeba obout boty a pak dlouho jít“ (Hladík/Janíček)
3. „Indolence“ (Hladík, Sodoma/Milan Šulc)
4. „I Must Hope“ (Obermayer/Jiří Smetana)
5. „I'm So Lonesome“ (Mayall)
6. „You'll Be Mine“ (Dixon)
7. „Get Down from the Tree“ (Hladík, Sodoma/Helena Becková, Miloš Ullík)
8. „Blue Effect Street“ (Mišík/Rytíř)
9. „Slunečný hrob“ (Mišík/Jiří Smetana)
10. „Čajovna“ (Hladík)
11. „Avignonské slečny z Prahy“ (Hladík/Vrba)
12. „Zmoudření babím létem“ (Semelka/Vrba)
13. „Rajky“ (Hladík/Vrba)
14. „Zázrak jedné noci“ (Semelka/Vrba)
15. „Napříč“ (Křížek/Křížek, Luboš Moravec)
16. „Rejdit“ (Luboš Moravec/Křížek)
17. „Ej padá, padá rosenka“ (moravská lidová, úprava Veselý)
18. „Rainy Day“ (Hladík, J. Kozel/K. Kozel)
19. „I Like the World (Sun is So Bright)“ (Mišík, Hladík, J. Kozel, Čech, Svoboda/Jiří Smetana)

Disk 2
1. Matadors (1966)
němé záběry ze soukromého archivu se současným komentářem
2. Matadors v Knokke (1967) – „Hate Everything Except of Hatter“
z pořadu Prosím ticho Československé televize
3. Blue Effect v New Clubu (1969) – „Blue Taxi“, „I Like the World (Sun is So Bright)“, „Snakes“, „Slunečný hrob“
z pořadu Kdopak by se beatu bál Československé televize
4. Blue Effect v dokumentu Jana Špáty (1969) – „Snakes“
z dokumentu Jana Špáty pro Expo 1970
5. Modrý efekt & JOČR živě v Lucerně (1971) – „Popínavý břečťan“, „Má hra“
z Československé televize
6. Modrý efekt živě na Mezinárodním jazzovém festivalu Praha (1972) – „Je třeba obout boty a pak dlouho jít“
z Československé televize
7. M. Efekt v Hudebním studiu M (1976) – „Za krokem žen“
živě pro Československou televizi
8. M. Efekt v Hudebním studiu M (1978) – „Rajky“, „Hledám své vlastní já“
živě pro Československou televizi
9. Blue Effect v TKM (1989) – „Kampa“
z Československé televize
10. Blue Effect Comeback 1 (1991) – „Černej kříž“
živě pro Československou televizi
11. Blue Effect v Retro Music Hall (2007) – „I Like the World (Sun is So Bright)“
přímý přenos pořadu Noc s Andělem České televize
12. Matadors a Blue Effect ve zkušebně (2007)
13. Blue Effect a hosté v Lucerna Music Baru (26. března 2007) – „It's All Over Now, Baby Blue“

Bonus
1. Slunečný hrob 1969 – 1991 – 2007

Skryté bonusy
1. Rozhovor Radima Hladík s Hanou Zagorovou (1969)
z pořadu Písničky pro Hanku Československé televize
2. Matadors v Riegrových sadech (1967)
nahrávka ze soukromého archivu se současným komentářem

## Obsazení
- Blue Effect
  - Radim Hladík – kytary
  - Jan Křížek – zpěv, kytary, klávesy
  - Wojttech Říha – baskytara, zpěv
  - Václav Zima – bicí
- Hosté
  - Viktor Sodoma – zpěv (skladby „Indolence“, „I Must Hope“, „I'm So Lonesome“, „You'll Be Mine“ a „Get Down from the Tree“)
  - Jan F. Obermayer – klávesy, zpěv (skladby „Indolence“, „I Must Hope“, „I'm So Lonesome“, „You'll Be Mine“ a „Get Down from the Tree“)
  - Vladimír Mišík – zpěv (skladby „Blue Effect Street“ a „Slunečný hrob“)
  - Lešek Semelka – zpěv, klávesy (skladby „Avignonské slečny z Prahy“, „Zmoudření babím létem“, „Rajky“ a „Zázrak jedné noci“)
  - Oldřich Veselý – zpěv, klávesy (skladby „Zmoudření babím létem“, „Rajky“ a „Zázrak jedné noci“)
  - Vítek Beneš – zpěv, klávesy
  - Pavel Bohatý – zpěv
  - Pavel Plánka – perkuse